# Храм Успения Пресвятой Богородицы (Жилино)
Церковь Успения Пресвятой Богородицы — приходской православный храм в селе Жилино-1 Люберецкого района Московской области. Относится к Люберецкому благочинию Подольской епархии Русской православной церкви.

## История
Время постройки Успенской церкви — 1753—1754 годы. Согласно сохранившимся документальным свидетельствам, первые упоминания о Жилино (Жилинском) относятся к XIV веку.
В то время село принадлежало крестнику Ивана Калиты — митрополиту Московскому Алексию.
В храме три престола — в честь Успения Пресвятой Богородицы, во имя Святой Троицы и во имя святителя Николая Чудотворца. Резные и фигурные части иконостасов покрыты сусальным золотом. На храмовых иконах — облачения басмы, и к каждой из них прикреплены специальные оправы, в которые предварительно вставлялись лучшие богемские (листовые) стёкла. Остекление сохранилось до наших дней.
Главный иконостас пятиярусный. Настенные росписи и орнаменты местами сохранены в едином стиле при реставрации. Большая часть старого храма и убранства сохранилась.
Стены храма построены из белого камня, доставленного из Мячково, известного своими каменоломнями на всю область. Автором проекта, скорее всего, был московский архитектор Василий Саввич Обухов.
Церковь в форме четверика под куполом построена в стиле барокко в 1850—1852 годах. В трапезной устроены приделы во имя Святой Троицы и святителя Николая Чудотворца.
Особо чтимые иконы: Казанская икона Божией Матери, «Нечаянная радость», Святой Владимир.
В советское время храм не закрывали.
Рядом с церковью сохранилось старое кладбище, на котором недавно прекратились захоронения. Известняковые надгробия из песчаника в форме древних саркофагов украшены по бокам библейскими надписями на старославянском языке, именами умерших и цветочной (?) короной (?) по кругу.
Жилинская церковь признана памятником архитектуры XVIII века и находится под охраной государства.

## Священники
- Симеон Назариев — точно в 1741
- Михаил Иванов — точно в 1763
- Иван Федоров — 1780—1790-е
- Иван Андреев — точно в 1795
- Георгий Николаев (Гумилевский) (ок. 1776—1829) — с 1800-х по 1820-е[4]
- Иоанн Алексеев Рождественский (1795 — после 1861) — 1820-е (зять предыдущего)[5]
- Алексей Егоров (Георгиев) Гумилевский (ок. 1800-?) — 1830-е (сын Георгия)
- Симеон Иоаннов Боголепов — 1830-е — 1850-е
- Александр Хавский — точно в 1865
- Александр Александров Лебедев — точно в 1890
- Наши дни: настоятель храма — протоиерей Сергий Ганин. Священник — Димитрий Данилов[6]